# Prva poslanica Timoteju
Prva poslanica Timoteju je jedna od knjiga Biblije i Novoga zavjeta. Pripada u pastoralne poslanice zajedno s Drugom poslanicom Timoteju i Poslanicom Titu. Tradicionalno se pripisuje apostolu Pavlu, za vrijeme njegova boravka u Makedoniji. Posvećena je Timoteju, Pavlovom suradniku, koji se tada nalazio u Efezu. Kratica knjige je 1 Tim.
Stručnjaci su se podijelili oko autorstva poslanice. Većina smatra, da je autor sv. Pavao, kako i piše u početku ove poslanice: "Pavao, apostol Krista Isusa po nalogu Boga, Spasitelja našega, i Krista Isusa, nade naše (1 Tim 1,1). Tako su smatrali i kršćani prvih stoljeća. Tek se u posljednjih 200 godina javljaju izraženije sumnje, da pastoralne poslanice nije napisao Pavao. Moguće je da ih je napisao anonimni kršćanin školovan u duhu Pavlova nauka. Smatra se, da je pastoralne poslanice napisao isti autor. Poslanica Titu vrlo je slična Prvoj poslanici Timoteju, budući da dijele slične izraze i sličnu radnju. 
Oni koji smatraju, da je autor apostol Pavao vrijeme nastanka poslanice smještaju pred kraj njegova života između 62. i 67. godine. Ostali smatraju, da je pisana krajem I. stoljeća ili u prvoj polovici II. stoljeća.
Timotej se prvi puta spominje u Djelima apostolskim (Dj 16,1). Njegova majka Eunika i baka Loida se spominju u Drugoj poslanici Timoteju (2 Tim 1,5). Timotej je upoznao Pavla, tijekom njegova drugog posjeta Listri. Pavao ga je obratio na kršćanstvo i postao njegov mentor. Zajedno su išli na brojna misijska putovanja. Timotej je pomagao Pavlu, propovijedao i širio Evanđelje s njim i pojedinačno.
U ovoj poslanici Pavao ohrabruje Timoteja u njegovom misijskom radu. U to vrijeme, Timotej se nalazio u Efezu. Pavao mu piše, da ostane tamo i nastavi dobar posao. Tri godine je Pavao proveo u Efezu, trudeći se oko širenja kršćanstva i drago mu je, da Timotej nastavlja njegov rad. Upozorava Timoteja na lažne učitelje i zablude sekte enkratizma, "koji zabranjuju ženiti se i nameću uzdržavati se od jela što ih je Bog stvorio da ih sa zahvalnošću uzimaju oni koji vjeruju i znaju istinu (1 Tim 4,3)." Potiče Timoteja i vjernike, da to odbace. Savjetuje Timoteja, da bude "uzor vjernicima u riječi, u vladanju, u ljubavi, u vjeri, u čistoći (1 Tim 4, 12)" i da se posveti čitanju, poticanju i poučavanju. Pavao detaljno piše, koje bi osobine trebali imati crkveni nadglednici (1 Tim 3, 2-7) i đakoni (1 Tim 3, 8-13). U to vrijeme, bila je rasprava o ulozi žene u Crkvi. Pavao autoritet prepušta muškarcima (1 Tim 2, 12) u skladu s duhom toga vremena. I muškarce i žene poziva na molitvu i dolično ponašanje. Razboritost i stidljivost su važniji od skupocijenih odijela i nakita (1 Tim 2,9). Pavao piše o ponašanju prema različitim grupama u Crkvi, o starcima, udovicama, robovima, stariješinama, obitelj skim odnosima: "Ako li se tkogod za svoje, navlastito za ukućane, ne stara, zanijekao je vjeru i gori je od nevjernika (1 Tim 5,8)". Bogatim kršćanima savjetuje, da ne budu bahati i da se uzdaju u Boga, a ne u nesigurno bogatstvo (1 Tim 6,18). U zaključku ohrabruje i potiče Timoteja: "Teži za pravednošću, pobožnošću, vjerom, ljubavlju, postojanošću, krotkošću! Bij dobar boj vjere, osvoji vječni život na koji si pozvan i radi kojega si dao ono lijepo svjedočanstvo pred mnogim svjedocima! (1 Tim 6, 11-12).